# Het bezoek (hoorspel)
Het bezoek is een hoorspel van Michail Veličkov. Der Besuch werd op 3 juli 1972 door de Bayerischer Rundfunk uitgezonden. Marie-Sophie Nathusius vertaalde het en de TROS zond het uit op woensdag 22 december 1976, van 23:00 uur tot 23:49 uur. De regisseur was Harry Bronk.

## Rolbezetting
- Coen Flink (hij)
- IJda Andrea (zij)
- Tonnie Foletta (huismeester)

## Inhoud
"Zij" heeft moeilijkheden met haar man, "hij" heeft moeilijkheden met zijn vrouw - wat ligt er dus meer voor de hand dan de afzonderlijke moeilijkheden tot gemeenschappelijk geluk om te vormen? Nog een andere reden pleit daarvoor: "hij" heeft met waar fanatisme een volledig geautomatiseerde huishouding opgebouwd, en "zij" wilde al altijd een perfect huismoedertje zijn. Maar de beschavingsproblemen zijn in Bulgarije blijkbaar dezelfde als bij ons: velen willen hun machines slechts aanbidden, velen daarentegen willen ze ook gebruiken. En daarover kan men nu eenmaal met elkaar hopeloos in de clinch liggen…